# Philipp Nykrin

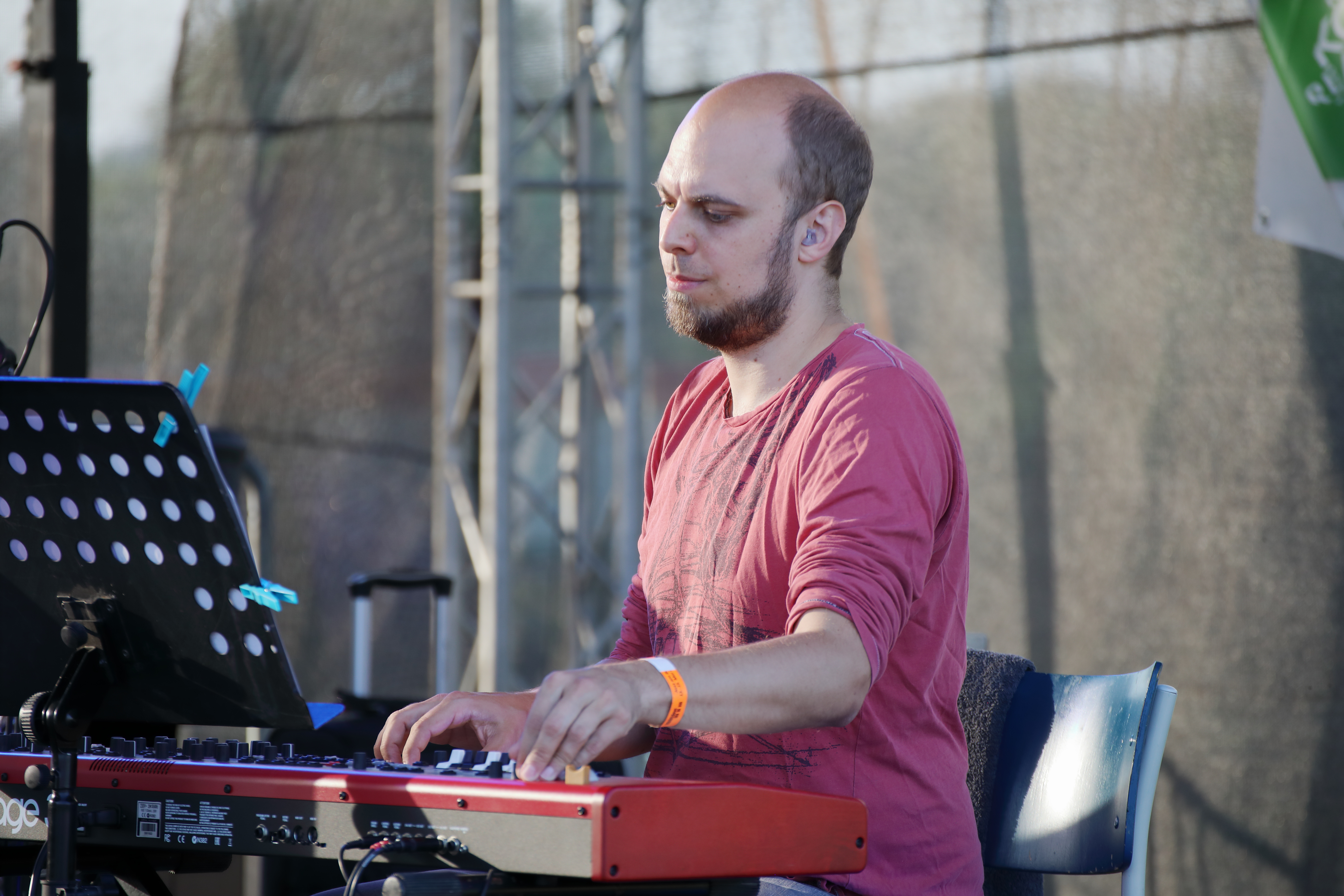
Philipp Nykrin, 2020

Philipp Nykrin (* 26. Februar 1984 in Salzburg) ist ein österreichischer Jazzmusiker (Piano, Synthesizer, Komposition).

## Leben und Wirken
Nykrin, dessen Eltern Musiklehrer sind, erhielt mit sechs Jahren klassischen Geigenunterricht. Nach der Volksschule besuchte er das
Musische Gymnasium Salzburg und begann zeitgleich, Klavier zu spielen. Klavierunterricht im Jazzfach erfolgte ab dem 15. Lebensjahr am Musikum. Nach der Matura studierte er ab 2003 Jazz-Piano an der Anton Bruckner Privatuniversität Linz bei Martin Stepanik und Christoph Cech, sowie Jazz-Geige bei Andi Schreiber. 2006 erhielt er das Jahresstipendium für Musik des Landes Salzburg. 2007 folgte das New York Stipendium des Hans-Koller-Preises; während seines Aufenthaltes in New York nahm er bei Uri Caine Privatunterricht.
Nykrin lebt seitdem als freischaffender Musiker in Wien. 2007 veröffentlichte er im Trio mit Peter Kronreif am Schlagzeug und dem Bassisten Matthias Pichler sein Debütalbum Open Ended auf Cracked Anegg Records. 2010 erschien Common Sense im Quartett mit Andi Tausch, Jojo Lackner und Herbert Pirker. Es folgten drei Alben mit seinem Trio Namby Pamby Boy (mit Fabian Rucker und Andreas Lettner). 2014 erhielt er einen Kompositionsauftrag des Internationalen Jazzfestival Saalfelden und stellte dort sein Projekt Wire Resistance (aus Mario Rom, Fabian Rucker, Stephan Kondert sowie Andreas Lettner) vor, mit dem auch ein Album erschien. 2017 folgte sein Album Songbook mit Solostücken und Duos mit Martin Eberle, Fabian Rucker und Nina „Fiva“ Sonnenberg.
Nykrin gehörte zu SK Invitational und arbeitete mit so unterschiedlichen Musikern wie Conchita Wurst, Christian Muthspiel und Orjazztra Vienna, Gina Schwarz, Lorenz Raab, Herbert Pirker, Julian Le Play, Texta, Yasmo, Lylit, Thomas Gansch, Ilse Riedler, Viola Falb, Tobias Hoffmann Nonet, Theater Ecce Salzburg oder Phanda. Er gab in mehr als 20 Ländern auf 4 Kontinenten Konzerte.